# Cerruti 1881
Cerruti 1881, también conocida simplemente como Cerruti, es una marca de artículos de moda de lujo fundada en 1967 y con sede en París. Fue fundada por el estilista y empresario italiano Nino Cerruti. Se llamó "1881" porque el abuelo de Nino había establecido en Italia la fábrica familiar de tejidos de lana Lanificio Fratelli Cerruti en el año 1881.
En 1967, Nino Cerruti fundó la casa de moda Cerruti, con la sede y una boutique en el número 3 de la plaza de la Madeleine en la orilla derecha, y abrió su primera tienda en el número 27 de la rue Royale de París. La sede de la empresa todavía se encuentra en la rue Royale.

## Historia
En 1881, el abuelo de Nino Cerruti fundó la fábrica de tejidos de lana Lanificio Fratelli Cerruti. Ubicada en Biella, en la región italiana del Piamonte, el abundante agua de la región se utilizaba para lavar y tratar la lana que se importa principalmente de Australia y Sudáfrica, con el fin de producir tejidos de franela, tweed, cachemira y muselina. Nino Cerruti se hizo cargo del negocio familiar después de la muerte de su padre en 1950. Los tejidos de Cerruti todavía se producen en los mismos talleres.
En 1958, Cerruti realizó un notable desfile de moda en Roma con Anita Ekberg como protagonista para presentar un nuevo color, denominado "batallón". Como parte del desfile, Cerruti colaboró con la firma automovilística Lancia para personalizar cuarenta descapotables con este color, que recorrieron Roma cada uno de ellos con una bonita modelo rubia con un vestido azul batallón/Cerruti, con el fin de introducir el color en la ropa masculina.
La marca Cerruti se lanzó en 1967 con una colección de moda. En 1976, se presentó la línea "Cerruti Woman".
Antes de presentar su marca homónima en 1974, Giorgio Armani fue asistente de diseño de Cerruti desde 1964 hasta 1970.
En 1978, la casa lanzó su primer perfume, denominado Nino Cerruti pour Homme, al que siguieron muchas otras fragancias para hombre y mujer, como Fair Play en 1985, Cerruti 1881 pour Homme en 1990, Cerruti Image en 1998 y l'Essence de Cerruti en 2008.
Durante la década de 1980, la firma comenzó a producir ropa para películas, y en 1994 se convirtió en el diseñador oficial del equipo de Fórmula 1 de la Scuderia Ferrari.
En octubre de 2000, Nino Cerruti vendió su marca a un grupo de inversores italianos y volvió al negocio familiar de su abuelo, Lanificio Fratelli Cerruti, dal 1881. Su marcha se produjo tras la adquisición total de la empresa por parte de la financiera "Fin.part!.
En otoño de 2001, "Fin.Part" nombró a Roberto Menichetti, que anteriormente había sido responsable de la renovación creativa de Burberry, como director creativo. Menichetti dejó la casa de moda después de solo una temporada y fue sustituido por Istvan Francer, un antiguo diseñador de DKNY. Francer permaneció en el cargo durante dos temporadas. En primavera de 2003, David Cardona, que había trabajado para Richard Tyler y Chrome Hearts, sustituyó a Istvan Francer como director creativo de Cerruti. El escocés Adrian Smith fue nombrado responsable de las colecciones de ropa masculina. En 2004, "Fin.part" atravesó una profunda crisis financiera y en 2005 se declaró en quiebra. Ese mismo año, la marca Cerruti sobrevivió a un intento de adquisición fallido por parte de otro fabricante italiano de ropa masculina, Manifattura Paolini.
En agosto de 2006, Cerruti fue finalmente vendida a la firma estadounidense de capital inversión MatlinPatterson, que tenía la intención de revitalizar la marca contratando a Nicolas Andreas Taralis, un ex diseñador de Dior, que también era dueño de su marca de moda "Homme". Fue nombrado director creativo en el verano de ese mismo año.
En octubre de 2007, Taralis fue reemplazado por el belga Jean Paul Knott, un ex diseñador de Krizia, Yves Saint Laurent y Louis Féraud, que también era dueño de una marca de moda homónima. Knott había sido contratado originalmente por Taralis para supervisar la línea de difusión de la marca Cerruti 1881 en marzo de 2007.

## Productos

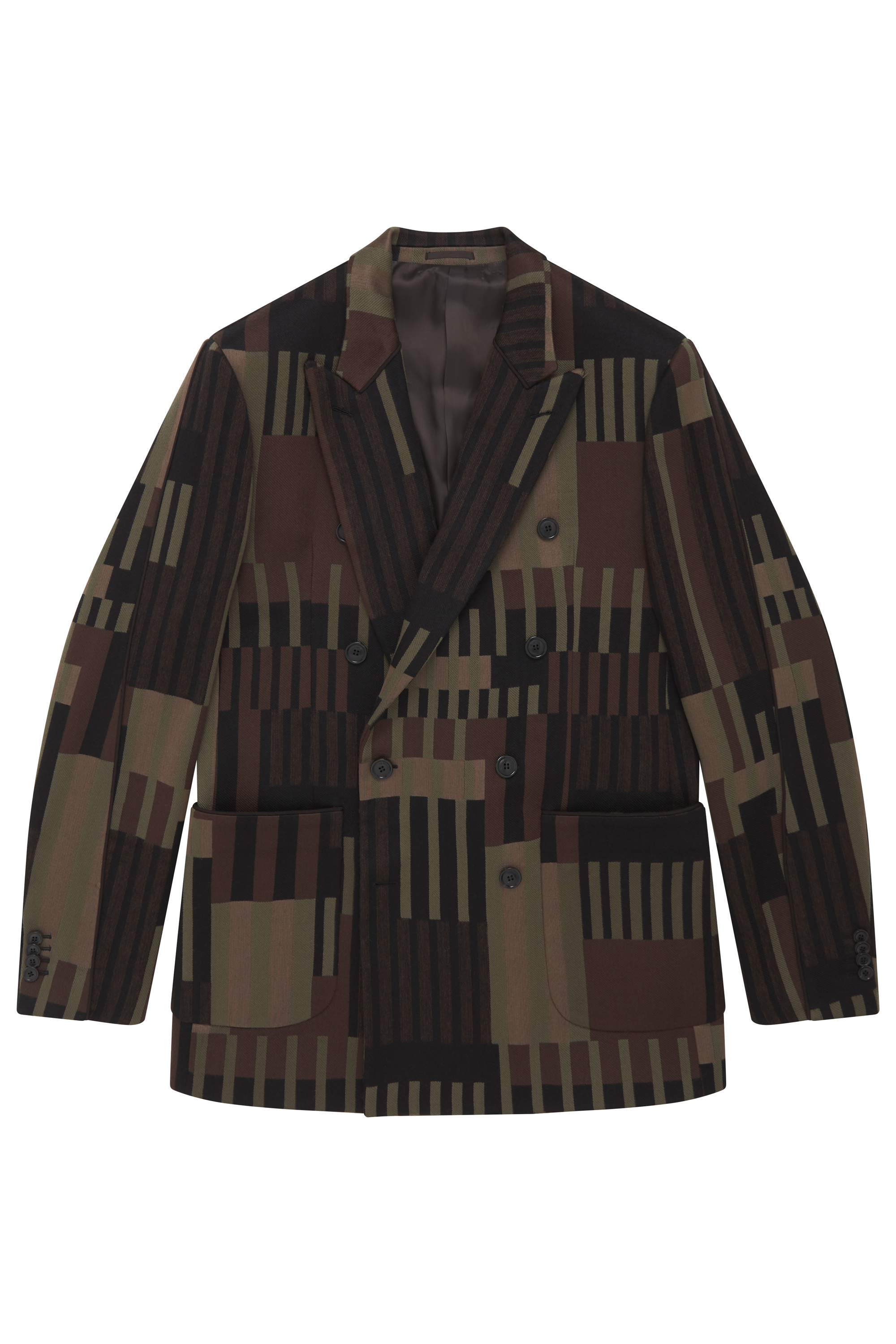
Chaqueta de la marca Cerruti 1881

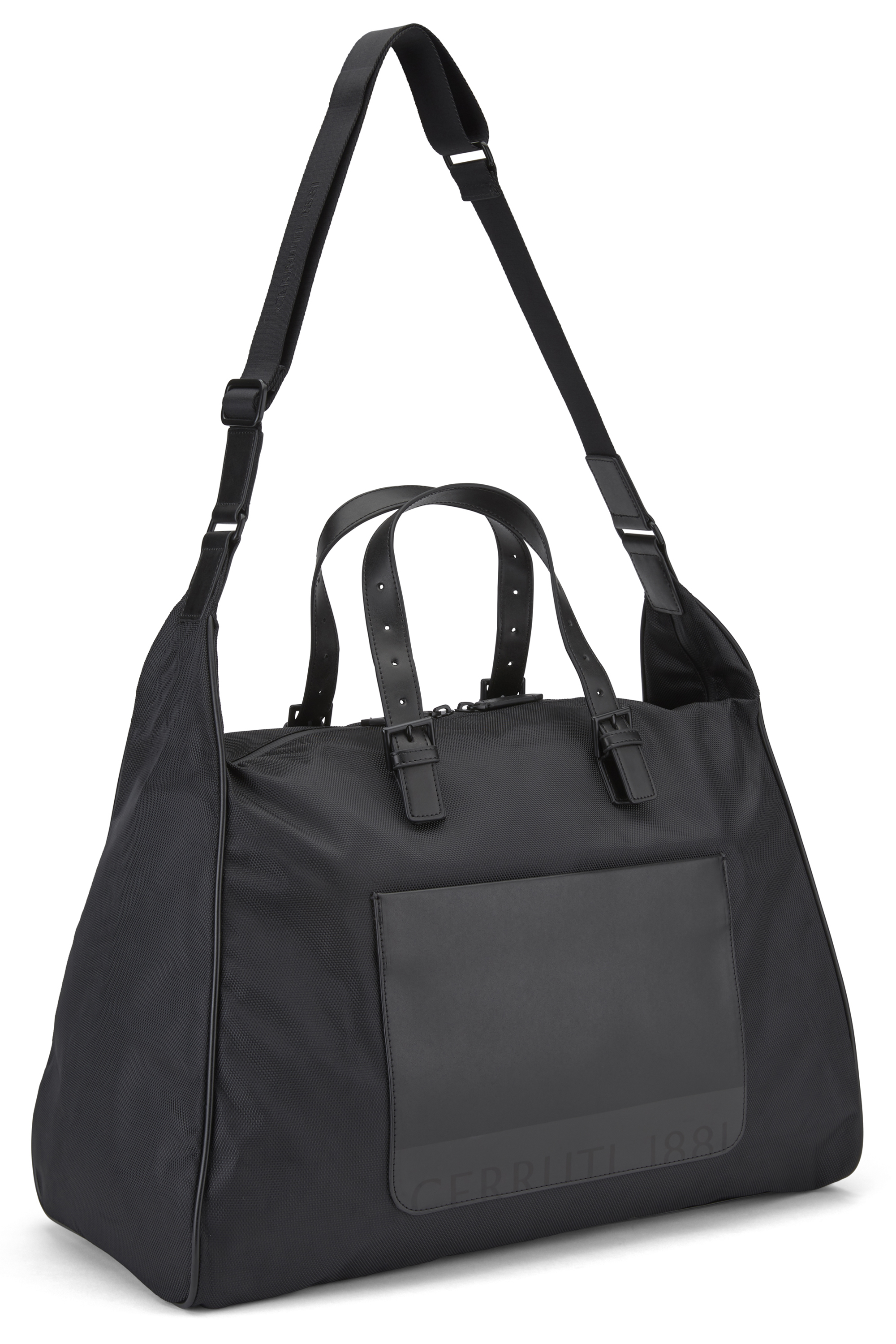
Bolso Cerruti 1881

La casa Cerruti diseña, fabrica, distribuye y vende al por menor prendas de prêt-à-porter de lujo, jeans, fragancias, ropa deportiva, artículos de cuero, relojes y accesorios. Ofrece tres líneas, cada una para hombres y mujeres: Cerruti (línea superior), Cerruti 1881 (línea de difusión) y 18CRR81 (ropa deportiva). Otras submarcas altamente especializadas son Cerruti Jeans y Cerruti Parfums.
Fragancias
- 1978 	Nino Cerruti (H)
- 1985 	Fair Play (H)
- 1987 	Nino Cerruti pour femme (M)
- 1990 	Cerruti 1881 (H)
- 1995 	Cerruti 1881 (M)
- 1998 	Cerruti Image (M)
- 2000 	Cerruti Image (H)
- 2002 	Cerruti 1881 Amber (H)
- 2003 	Cerruti 1881 Eau d'Eté (M)
- 2004 	Cerruti Sí (H)
- 2006 	Cerruti 1881 – Black (H)
- 2006 	Cerruti 1881 pour femme – White (M)
- 2008 	L'Essence de Cerruti (H)

## Tiendas
A 6 de mayo de 2021, Cerruti 1881 cuenta con 84 tiendas en 34 ciudades en la República Popular China, Hong Kong, Macao y Taiwán.
En el pasado, había tiendas Cerruti 1881, 18CRR81 y Cerruti en todo el mundo, en ciudades como Milán, Cosenza, Madrid, Londres, Kuala Lumpur, Chennai, Múnich, Estocolmo, Atenas, Birmingham, Riad, Moscú, Nueva York, Hong Kong, Taipéi, Yakarta  y Tokio, entre otras ubicaciones.
De julio de 2009 a mayo de 2010, la tienda insignia de la Place de la Madeleine cerró sus puertas por reformas. El diseño fue contratado al arquitecto francés Christian Biecher. La inauguración se realizó con la presencia del fundador Niño Cerruti.

## Cine
Nino Cerruti ha diseñado ropa exclusiva para películas y actores desde que vistió por primera vez al actor francés Jean-Paul Belmondo en 1965. Algunas de sus contribuciones incluyen:
- 1985: La joya del Nilo, Michael Douglas
- 1987: Las brujas de Eastwick, Jack Nicholson
- 1987: Atracción fatal, Michael Douglas[12]
- 1987: Wall Street, Michael Douglas
- 1990: Pretty Woman, Richard Gere[13]
- 1991: El silencio de los corderos, Scott Glenn
- 1992: Instinto básico, Michael Douglas
- 1993: Philadelphia, Tom Hanks
- 1993: Una proposición indecente, Robert Redford
- 1994 - La muerte y la doncella, Roman Polanski
- 1994: Prêt-à-Porter, Marcello Mastroianni[14]
- 1997: Mejor... imposible, Jack Nicholson
- 1997: Air Force One, Harrison Ford[15]
- 1998 - Eyes Wide Shut, Tom Cruise
- 2000: American Psycho, Christian Bale

## Deportes
Cerruti también ha desarrollado campañas publicitarias basadas en grandes deportistas, como:
- Esquí: Ingemar Stenmark
- Tenis: Jimmy Connors y Mats Wilander
- Fútbol: Jean-Pierre Papin
- Automovilismo: Jean Alesi, la Escudería Ferrari, Gerhard Berger, Jacques Villeneuve y Michael Schumacher